# Hamburg-Amerikanische Packetfahrt-Actien-Gesellschaft
Die Hamburg-Amerikanische Packetfahrt-Actien-Gesellschaft (H.A.P.A.G., auch Hamburg-Amerika Linie oder kurz Hapag bzw. HAPAG) war eine deutsche Reederei, die am 27. Mai 1847 in Hamburg gegründet wurde. Die Linien der Reederei umspannten im Laufe der Zeit die ganze Welt. Der Wahlspruch des Unternehmens war „Mein Feld ist die Welt!“ Nach 123 Jahren fusionierte die HAPAG am 1. September 1970 mit dem Bremer Norddeutschen Lloyd zur Hapag-Lloyd AG.

## Geschichte

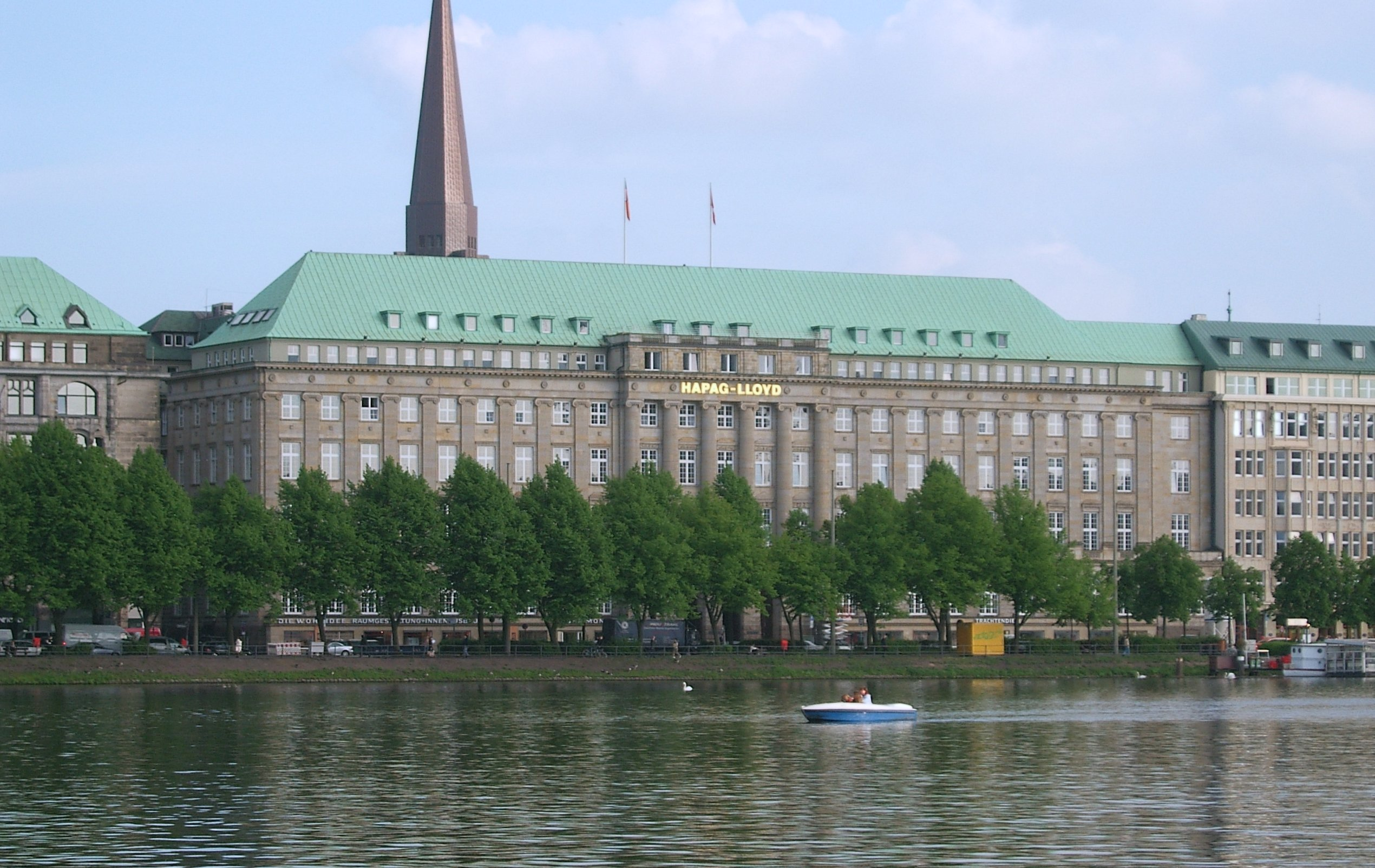
Hauptverwaltung an der Binnenalster im Ballin-Haus

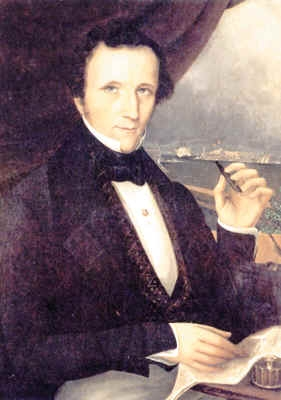
Adolph Godeffroy

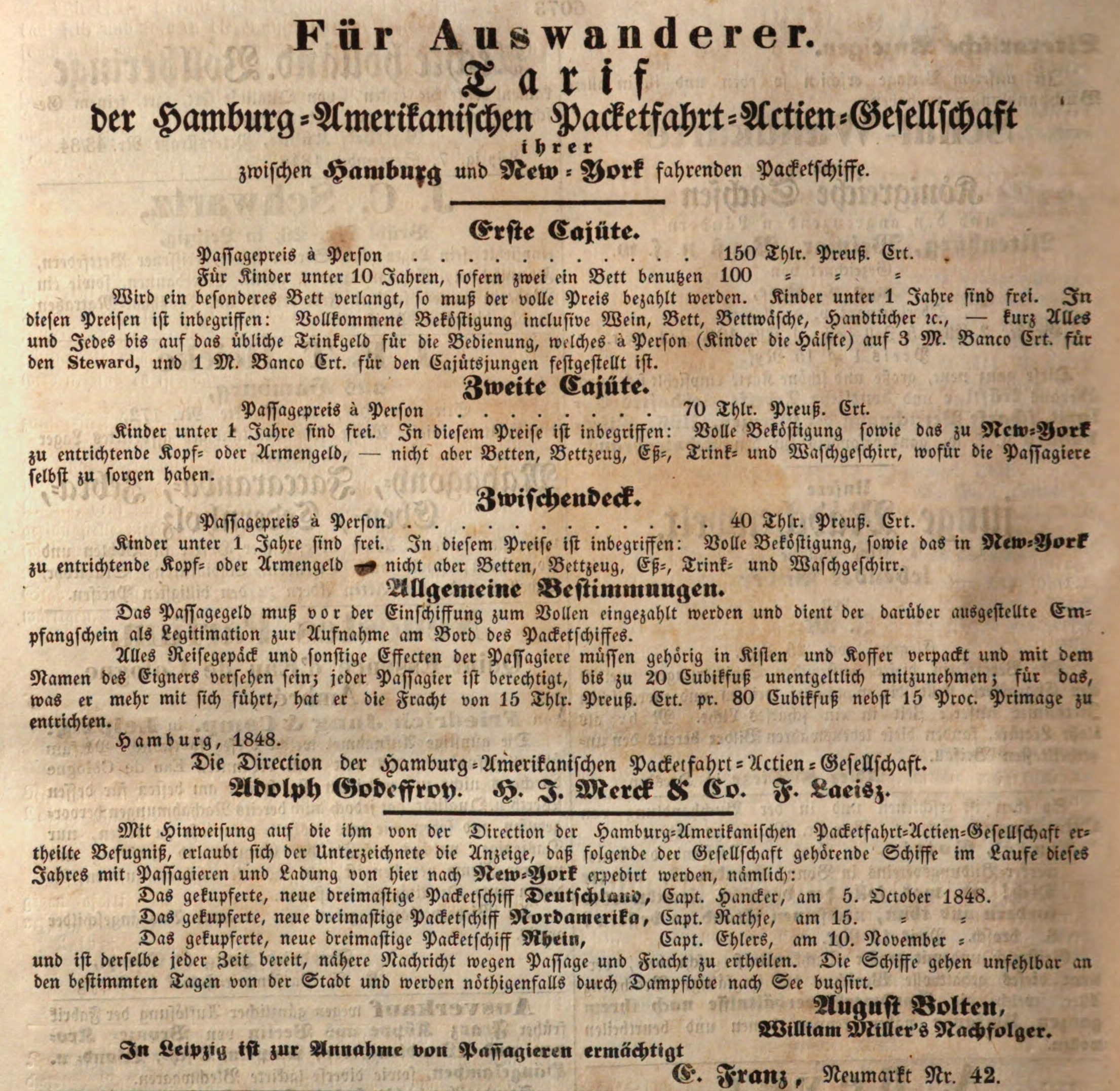
„Für Auswanderer“ beworbene Tarife im Jahr 1848

### Gründung
Die HAPAG wurde 1847 mit einem relativ geringen Kapital von 300.000 Mark Banco gegründet. Die Aktien zum Preis von 5.000 Mark Banco durften nur mit Genehmigung der Direktion den Besitzer wechseln (Vinkulierte Namensaktie) und ausschließlich an Hamburger Bürger ausgegeben werden. Unter den Gründern befanden sich angesehene Hamburger Kaufleute und Reeder, wie Adolph Godeffroy, Adolph Vorwerk, Ferdinand Laeisz, Ernst Merck, Carl Woermann und August Bolten. Adolph Godeffroy bekam den Vorsitz der Gesellschaft, die von Anfang an einen Liniendienst zwischen Hamburg und Nordamerika betrieb.

#### Packetfahrt – Nomen est Omen
„Mit dem Worte ‚Packetfahrt‘ bezeichnete man eine Postverbindung über See, eine Verbindung, die sich zutrauen konnte, regelmäßige Abfahrten innezuhalten.“ Johann Christoph Adelungs Grammatisch-kritisches Wörterbuch der Hochdeutschen Mundart definierte im Jahr 1798 ein Packet-Both als „in den Seestädten, ein Fahrzeug, welches, so wie zu Lande eine Post, zu bestimmter Zeit mit Briefen, Packeten und Personen zu Wasser von einem Orte zum andern fähret“.

### Vom Segel- zum Dampfschiff
Obwohl bereits seit 1840 auf der Transatlantik-Route erfolgreiche Dampferlinien bestanden, z. B. die Cunard Line, trauten die Hamburger dem Dampfschiff noch nicht recht. Das erste Schiff der HAPAG war das Vollschiff Deutschland von 538 BRT, ausgerüstet für 20 Kajütpassagiere sowie 200 Auswanderer und Fracht. Das Hauptgeschäft war der Transport von Passagieren, vor allem Auswanderern; Fracht war zunächst noch von zweitrangiger Bedeutung. Am 15. Oktober 1848 begann die HAPAG den Liniendienst mit der Deutschland zwischen Hamburg und New York. Die Geschäfte gingen gut und ermöglichten bald den Bau weiterer Segelschiffe, bis man schließlich bei der Werft von Caird & Company in Greenock (Schottland) die ersten Dampfer bauen ließ. 1855 nahmen die Schwesterschiffe Hammonia (I) und Borussia (I) (jeweils 2.131 BRT) den Dienst auf. Äußerlich sahen sie noch wie Segelschiffe aus, hatten jedoch einen zentralen schwarzen Schornstein. Mit diesen Schiffen begann die Tradition, die Namen auf ia enden zu lassen, ähnlich wie bei der Cunard Line. Mit dem Wachsen der Flotte kam man später davon wieder ab. 1857 folgten die ebenfalls von Caird & Co. gebauten Schwesterschiffe Austria und Saxonia (je 2.684 BRT), und ein Jahr später kaufte man die Teutonia (I) und Bavaria (I) von einer in Konkurs gegangenen Reederei, als Ersatz für die Austria, die 1858 auf dem Nordatlantik gesunken war. In diesem Jahr bekam die HAPAG durch den Norddeutschen Lloyd in Bremen Konkurrenz aus dem eigenen Land, behielt aber die Nase vorn und eröffnete den Liniendienst nach Kanada. 1863 kam mit der Germania (2.123 BRT) ein weiterer Dampfer zur Flotte, gefolgt 1865 von der Allemannia (I). 1868 wurde das letzte Segelschiff der Reederei, die zweite Deutschland, verkauft; die HAPAG war nun eine reine Dampferlinie.

### Aufstieg und der Kampf um das Überleben

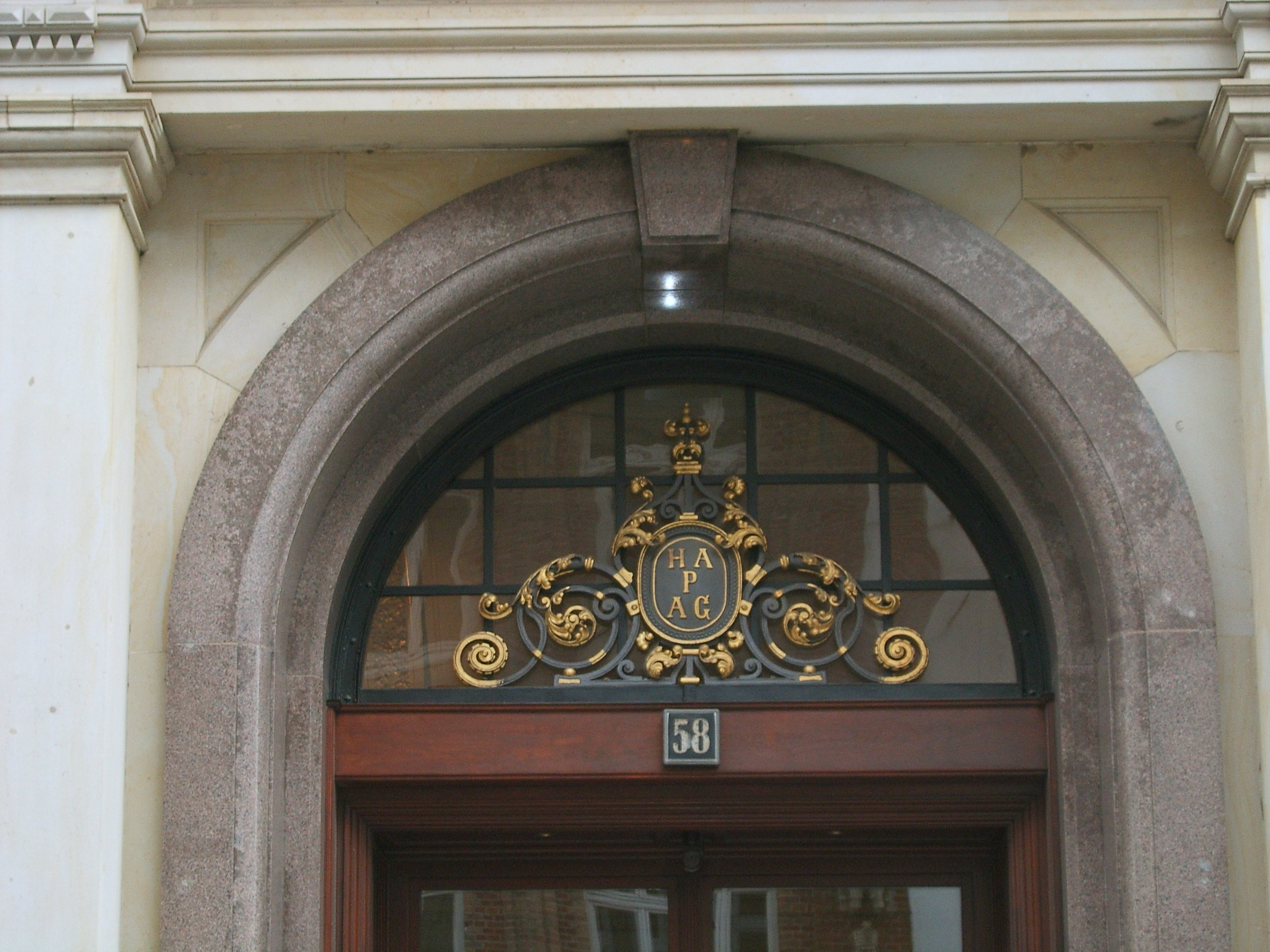
Hauptverwaltung, Hintereingang Ferdinandstraße

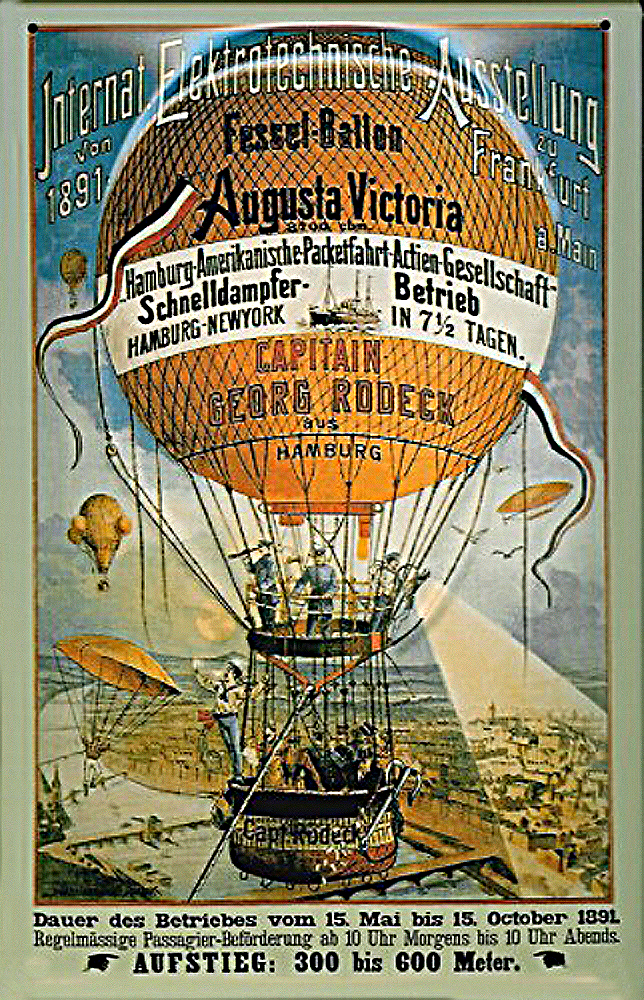
Reklame für die HAPAG auf dem Fesselballon, der 1891 als Attraktion zur Elektrotechnischen Ausstellung in Frankfurt diente.

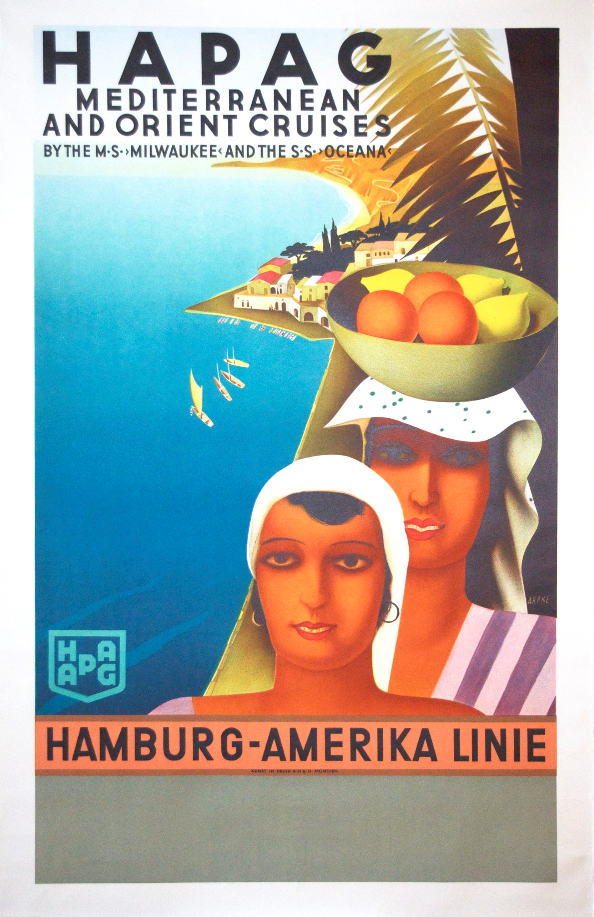
HAPAG-Plakat Mediterranean and Orient Cruises von Otto Arpke (1931)

Politische Ereignisse beeinflussten den Geschäftserfolg des Unternehmens. Der Sezessionskrieg in den USA von 1861–1865 ließ die Auswandererzahlen zurückgehen. Auch der Deutsch-Dänische Krieg von 1864 oder der Deutsch-Französische Krieg von 1870 bis 1871 waren nicht förderlich. Doch die HAPAG hielt in der Branche einen der vorderen Plätze. 1867 richtete sie einen Dienst nach New Orleans ein, der die Erwartungen jedoch enttäuschte und 1874 wieder eingestellt wurde. Die 1871 eröffneten Westindien- (Karibik) und Südamerikadienste entwickelten sich allerdings erfreulich. Ab 1866 wurden die ersten 3.000-Tonner der zweiten Hammonia-Klasse in die HAPAG-Flotte aufgenommen, und 1872 bestellte man mit den Schwesterschiffen Alsatia und Lotharingia (1.186 BRT) die ersten Neubauten bei einer deutschen Werft.
Im Jahr 1872 bekam man Konkurrenz durch die Deutsche Transatlantische Schiffahrts-Gesellschaft mit Sitz in Hamburg, nach der Reedereiflagge kurz Adler-Linie genannt. Der Neuling bestellte in kurzer Folge sieben Dampfer (nach deutschen Dichtern benannt) von 3.500 BRT, die schneller und komfortabler waren als die Schiffe der HAPAG. Der erbitterte Konkurrenzkampf verschärfte sich durch eine Wirtschaftskrise in den USA. Der Passagepreis sank auf 30 Taler und beide Reedereien erlitten Millionenverluste. Die Adler-Linie, durch die Neubauten und die hohen Betriebskosten ihrer Hochleistungsmaschinen stark belastet, war 1875 zur Fusion mit der HAPAG gezwungen, die selbst dem Zusammenbruch sehr nahegekommen war. Die HAPAG-Flotte, durch die Adler-Schiffe verstärkt, hatte nun Überkapazitäten, und viele Schiffe der zweiten Hammonia-Klasse mussten nach wenigen Dienstjahren verkauft werden. Auf der Transatlantik-Route konkurrierten inzwischen außer dem Norddeutschen Lloyd auch die Holland-Amerika Lijn aus Rotterdam und die Red Star Line aus Antwerpen.
1880 trat der Vorsitzende Adolph Godeffroy nach 33 Jahren in den Ruhestand. Inzwischen war die HAPAG keineswegs mehr führend. Die 1883 in Dienst gestellte dritte Hammonia war mit 4.227 BRT im Vergleich zu den Schiffen der Konkurrenz sehr klein. Die Briten hatten Schiffe dieser Art schon zehn Jahre vorher im Einsatz gehabt, und der Norddeutsche Lloyd gab mit den 5.000-BRT-Schiffen der Flüsse-Klasse die ersten Schnelldampfer in Auftrag. Ab 1881 stand die HAPAG in heftiger Konkurrenz mit der Carr-Linie, die Edward Carr 1880 gegründet hatte, um Auswanderer von Hamburg nach New York zu transportieren. Seine Schiffe beförderten ausschließlich Auswanderer und gestatteten diesen den Luxus, sich auf dem ganzen Schiff aufhalten zu dürfen. Die Preise sanken von 120 Mark auf verlustbringende 80 Mark. 1886 fusionierte Carr mit der Reederei von Robert Miles Sloman zur Union-Linie und einigte sich mit HAPAG auf eine Teilung des Marktes. Die HAPAG übernahm die alleinige Regie über das Passagiergeschäft beider Reedereien und verpflichtete sich, mindestens ein Viertel der Passagiere auf Schiffen der Union-Linie zu befördern. Außerdem übernahm die HAPAG Albert Ballin als Leiter der Passagierabteilung von Carr, was für die Geschicke des Unternehmens besondere Bedeutung gewinnen sollte. 1888 wurde die Carr-Linie aufgekauft, und die HAPAG und Sloman teilten sich das Geschäft mit der Union-Linie.

### Die Ära Albert Ballin
Albert Ballin war noch nicht 30 Jahre alt, als er bei der HAPAG mit der Neuordnung des Passagiergeschäfts begann. Die Reederei hatte in den letzten Jahren viel Boden verloren. Um ihre Stellung zu verbessern, bestellte sie nach langen Debatten ihre ersten Schnelldampfer. Zwischen 1888 und 1891 wurden die Schwesterschiffe Augusta Victoria, Columbia (je 7.661 BRT) sowie Normannia und Fürst Bismarck mit je 8.700 BRT in Dienst gestellt. Diese Serie fand international große Beachtung, und die Fürst Bismarck wurde als rekordverdächtiges Schiff im Kampf um das Blaue Band geführt. Die HAPAG hatte aufgeschlossen und es ging deutlich bergauf – nicht zuletzt ein Verdienst von Albert Ballin, der 1888 in das Direktorium berufen wurde. 1892 kaufte man die Dampfschiff-Reederei „Hansa“ mit ihren fünf Frachtern und dem Liniennetz nach Philadelphia und Baltimore. Die HAPAG-Flotte bestand damals aus 45 Dampfern mit 135.000 BRT. Ab 1889 war ein ockerfarbener Schornstein das Erkennungsmerkmal der HAPAG-Schiffe.
Ab den 1890er Jahren wurde die Flotte der HAPAG, die sich ab 1893 auch als Hamburg-Amerika-Linie bezeichnete, im großen Maßstab ausgebaut. Den Anfang machten 1894 die fünf Schiffe der kleinen P-Klasse – Persia, Prussia, Phoenicia, Patria, Palatia – von je 7.300 BRT. Auf diese Serie folgten 1896 die ersten 10.000-Tonner der HAPAG, die fünf Schiffe der großen B-Klasse: Brasilia (I), Bulgaria, Belgravia, Batavia, Belgia (I). Ebenfalls ab 1896 kamen die vier Schiffe der großen P-Klasse in Fahrt: Pennsylvania, Pretoria, Patricia, Graf Waldersee. Die Pennsylvania war mit ihren 13.000 BRT für kurze Zeit das größte Schiff der Welt. Zwischen 1896 und 1901 stellte die HAPAG die A-Klasse-Serie von 17 Schiffen mit 5.400 bis 6.600 BRT in Dienst, die für die langsameren Dienste geplant war. Ab 1898 wurde die kleine B-Klasse – Bengalia, Bosnia, Bethania, Brisgravia, Belgia (II), Badenia – mit je 7.600 BRT in Betrieb genommen. Die HAPAG hatte sich an die Spitze zurückgekämpft, doch fuhr ihr der Norddeutsche Lloyd mit der Kaiser Wilhelm der Große, Deutschlands erster Blaue-Band-Inhaberin, davon. Nicht nur besaß der Bremer Lloyd das schnellste Schiff der Welt, mit über 14.000 BRT war es auch das größte, so dass die HAPAG kontern musste. 1899 wurde Albert Ballin zum Generaldirektor der Reederei ernannt und 1900 wurde die dritte Deutschland in Dienst gestellt. Mit 16.703 BRT war es das größte Schiff der Welt und mit 22,42 Knoten holte es sich das Blaue Band. Doch die Erfahrungen mit der Deutschland waren nicht die besten. Bei hoher Fahrt vibrierte die Maschinenanlage so stark, dass man es im gesamten Schiff bemerkte. Trotz mehrerer Umbauten konnte das Problem nicht behoben werden. Albert Ballin ließ die Leistung drosseln, weil die Betriebskosten zu hoch und die Gewinne zu klein waren – aus dem Rennpferd wurde ein gemächlicher Ackergaul.
Gleichzeitig mit der White Star Line entschied sich auch die HAPAG, Größe und Komfort der Schiffe zur Hauptattraktion zu machen. Die Deutschland blieb die einzige Blaue-Band-Inhaberin der Reederei. Mochte der Lloyd sich die Trophäe bald zurückholen und die schnellsten Schiffe besitzen, die HAPAG besaß die profitabelsten. Das Unternehmen stellte in nächster Zeit neue, größere Schiffe in Dienst, so 1905 die Amerika mit 22.225 BRT und 1906 die Kaiserin Auguste Viktoria mit 24.581 BRT. Jedes der beiden war bei seiner Indienststellung das größte Schiff der Welt.

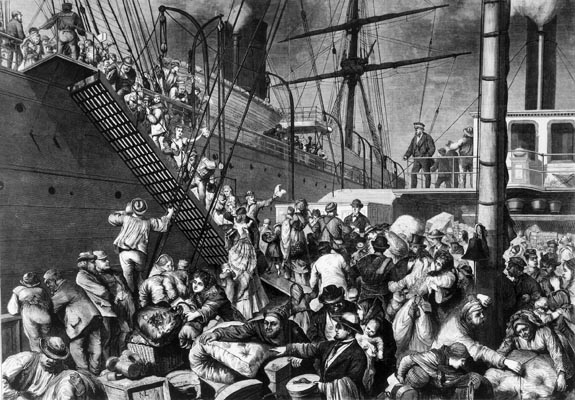
Auswanderer in Hamburg

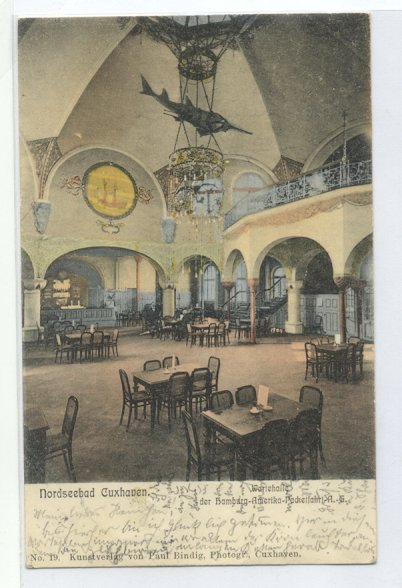
Kuppelsaal der HAPAG-Halle in Cuxhaven, 1904

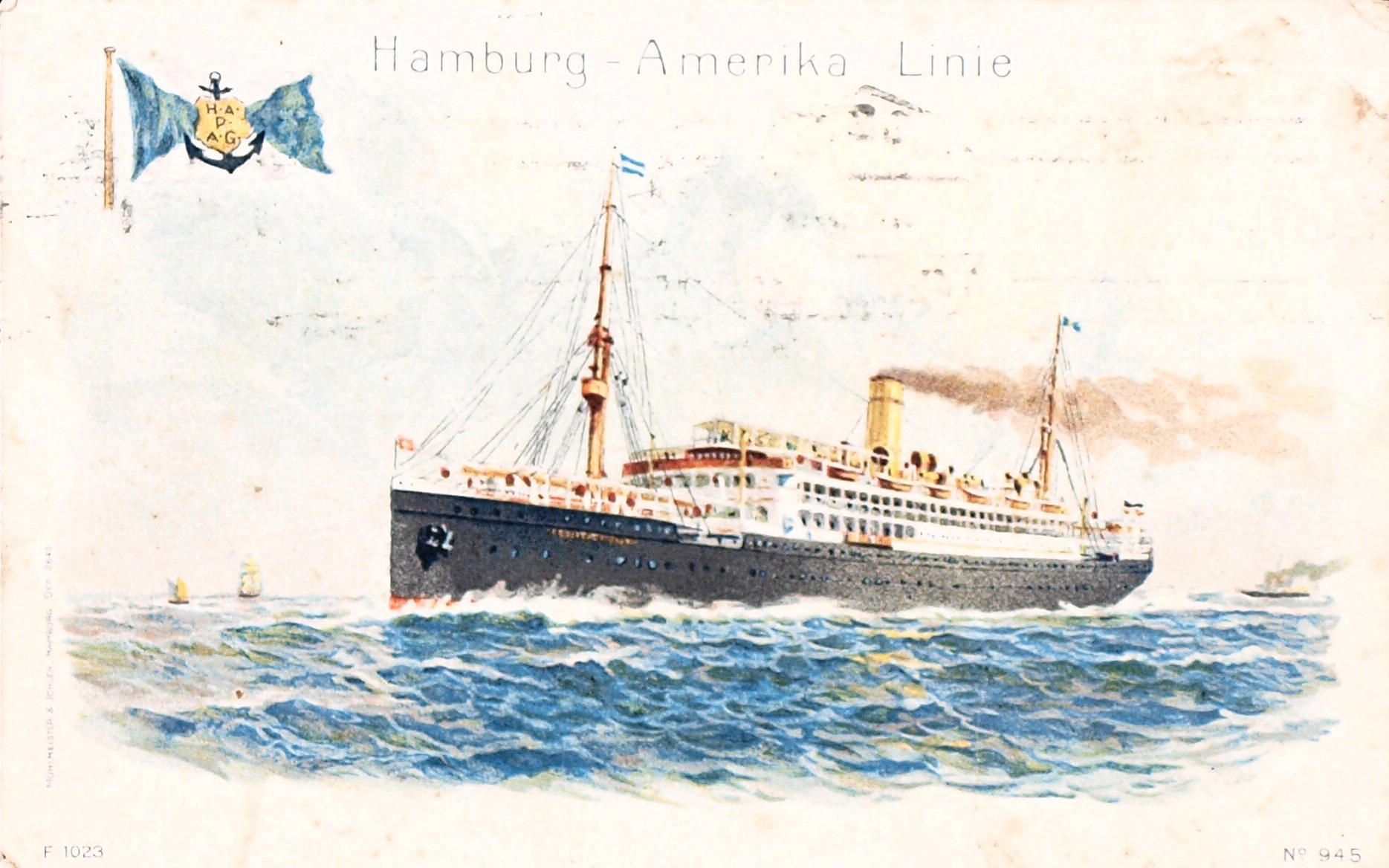
Bord-Postkarte des HAPAG-Dampfers König Friedrich August von 1911

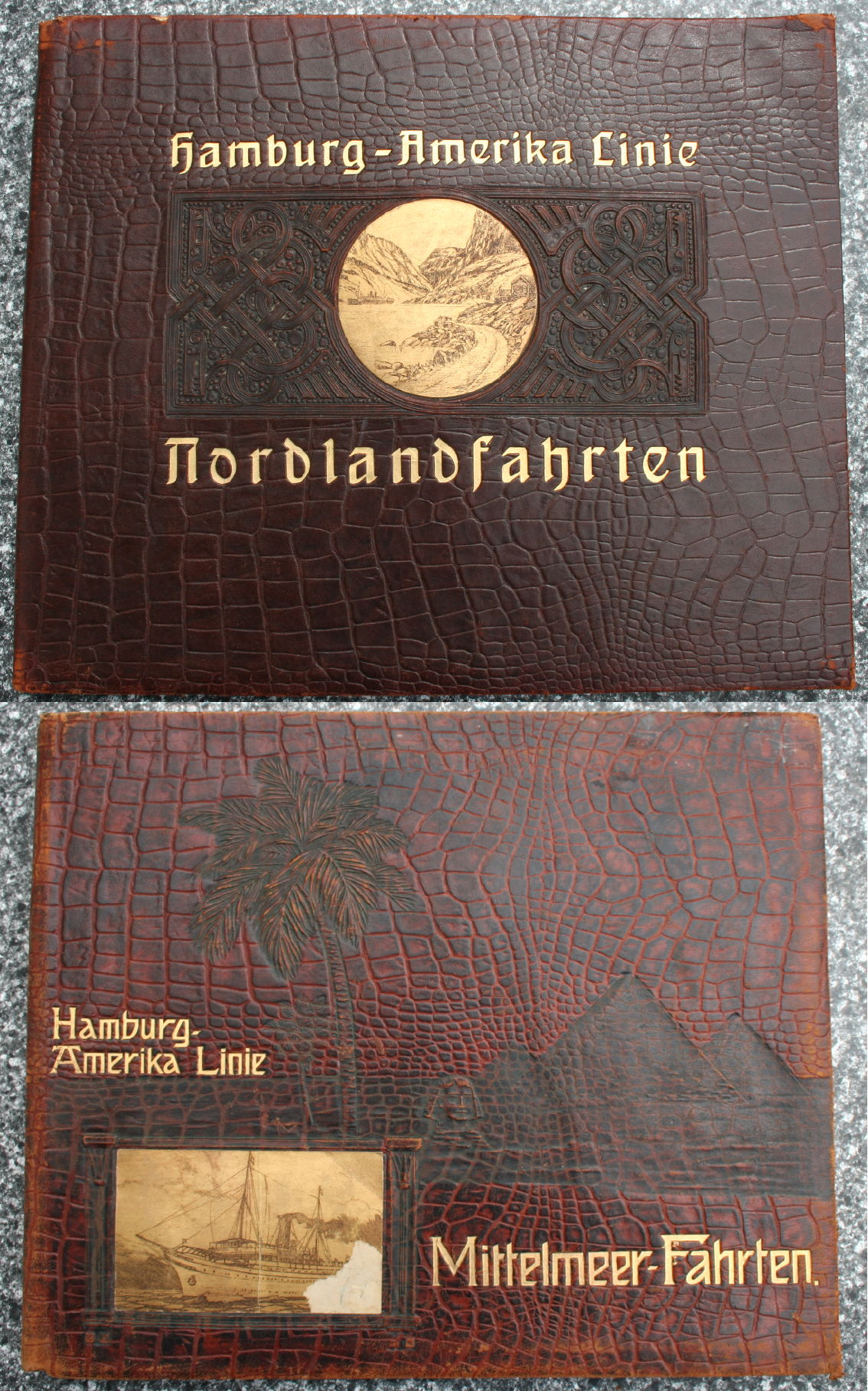
Kataloge der HAL mit Reisezielen und Fotos von Bord, geprägtes Krokodilsleder, 1921

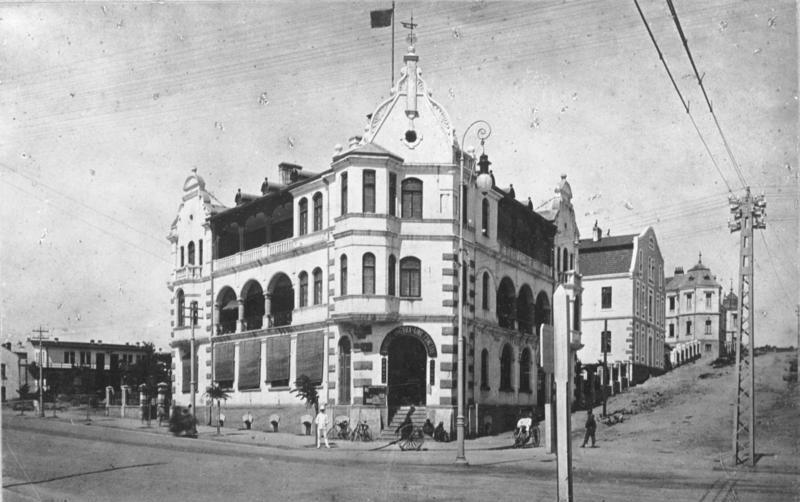
Gebäude der Gesellschaft in Tsingtau

Für die ständig wachsende Flotte mussten neue Anlegeplätze geschaffen werden. Es wurden neue Anlagen in Cuxhaven gebaut, die HAPAG-Hallen, sowie in Hamburg im Kaiser-Wilhelm-Hafen und im Ellerholzhafen. Um die Auswanderer in Hamburg besser betreuen zu können, wurden auf der Veddel ab 1900 die Auswandererhallen gebaut. Dieses weitab vom Stadtzentrum gelegene Quartier galt zur damaligen Zeit als Vorbild an Sauberkeit und Effektivität. Jeder mit dem Zug ankommende Auswanderer musste sich hier einer Personalienkontrolle und einer ersten Gesundheitsuntersuchung unterziehen. Um das Ausbrechen von Krankheiten auf den Schiffen zu verhindern, blieben Auswanderer dort bis zu 14 Tage in Quarantäne, bevor sie auf die Schiffe gehen durften. Durch diese Maßnahme sorgte die HAPAG auch dafür, dass mittellose Auswanderer nicht in die Stadt gelangen konnten. Zum einen wurden dadurch Hamburger nicht von den Auswanderern belästigt, zum anderen waren die unerfahrenen Emigranten so davor geschützt, überteuerte und unnütze Ware aufgeschwatzt zu bekommen. Die stetig wachsende Zahl von Auswanderern, die über Hamburg reisten, beweist den guten Ruf, den die Gesellschaft sich durch diese Maßnahmen verdiente.
1900 eröffnete die HAPAG den Liniendienst nach Ostasien, den Frachtsektor in Eigenregie und den Passagierdienst im Verbund mit dem Norddeutschen Lloyd (NDL). Für den Passagierdienst erhielt man staatliche Subventionen und firmierte deshalb auch als Reichspostdienst. Die HAPAG hatte eigens für diesen Dienst die beiden 10.000-Tonner Hamburg und Kiautschou – Nachbauten der Barbarossa-Klasse des NDL – in Dienst genommen.
Doch 1903 zog man sich aus dem Passagierdienst nach Ostasien zurück, die Hamburg kam auf der Transatlantiklinie zum Einsatz, und die Kiautschou wurde an den Lloyd verkauft, die Frachtlinie wurde aber beibehalten und ausgebaut. 1900 erwarb die HAPAG die Deutsche Dampfschiff-Reederei (Kingsin-Linie) und 14 Schiffe der Reederei A. C. de Freitas & Co., um einen Konkurrenzkampf im Ostasien-Verkehr (Kingsin) und auf der Südamerika-Linie (de Freitas) zu vermeiden. Die HAPAG stieß auch in gänzlich neue Geschäftsfelder vor. Unter Albert Ballin wurden 1903 neuartige Kühlschiffe zum Post-, Passagier- und Bananentransport entwickelt, die im Karibik-Nordamerikadienst eingesetzt wurden. Die Sarnia und Sibiria waren Umbauten, die Neubauten Emil L. Boas und Carl Schurz waren sehr komfortabel und wurden zu Vorbildern der United Fruit Company (später Chiquita), die dabei war, ihre eigene Kühlschiff-Flotte aufzubauen. Diese Flotte mit neuen komfortablen Kühlschiffen und anspruchsvollen Passagiereinrichtungen wurde später unter dem Namen Great White Fleet ein fester Begriff.
Unter Albert Ballin wurden die ersten Kreuzfahrtschiffe gebaut, natürlich nur für die finanziell besser gestellte Oberschicht. Ab 1891 führten HAPAG-Schiffe Mittelmeer-Kreuzfahrten durch (damals eine Weltneuheit), vornehmlich in den sonst schwach ausgelasteten Wintermonaten. Seit 1893 bestand eine Linie von Genua über Gibraltar nach New York, 1898 wurde eine Linie über den Suezkanal nach Australien eingerichtet und von da bis zu den US-Pazifik-Häfen (Los Angeles, San Francisco) und dem kanadischen Vancouver. Nach Vancouver bestand auch eine weitere Route, die um Südamerika herum über die US-Pazifik-Häfen führte. 1907 eröffnete die HAPAG einen Liniendienst nach Afrika, womit HAPAG-Schiffe alle Kontinente mit Deutschland verbanden. Auf den großen Flüssen der Welt – Amazonas, Nil, Huang Ho und Jangtsekiang – unterhielt die Reederei eigene Flotten von Flussschiffen, die nie einen deutschen Hafen anliefen.
Anfang des 20. Jahrhunderts begann der US-Bankmagnat J. P. Morgan eine ganze Reihe von angesehenen ausländischen Reedereien aufzukaufen, darunter waren große Namen wie die White Star Line, die Leyland Line oder die Red Star Line. Sein Ziel war es, ein transatlantisches Monopol aufzubauen. Daraus wurde allerdings nichts, denn einige Reedereien wollten sich nicht übernehmen lassen, wie die britische Cunard Line oder die französische Compagnie Générale Transatlantique (CGT). 1904 fasste Morgan seine Ankäufe in der International Mercantile Marine Co. (IMMC) zusammen. Vielleicht hatte Morgan kein Monopol errungen, aber zumindest einen beträchtlichen Marktanteil. Für die HAPAG, damals die größte Reederei der Welt, kam eine Übernahme nicht in Frage, ebenso wenig wie für die zweitgrößte, den Norddeutschen Lloyd. Beide Reedereien hatten aber gewisse Befürchtungen, nicht zuletzt da auch die größte US-Eisenbahngesellschaft, die Baltimore and Ohio Railroad, Morgan gehörte. Daher schien eine Übereinkunft vonnöten.
HAPAG und Lloyd machten Morgan ein Angebot, um den Markt aufzuteilen. Zusammen mit der Holland-Amerika Lijn und der Red Star Line, als Vertreter des Morgan-Trusts, wurde ein Vertrag geschlossen, der die Passagiere unter den vier Firmen aufteilte. So wurde wahrscheinlich ein ruinöser Wettbewerb für beide Seiten verhindert. Die beiden deutschen Reedereien mussten aber einen Teil ihrer Dividenden an den Trust zahlen, wenn diese über sechs Prozent lagen. Das wichtigste aber war, dass beide Unternehmen, inklusive der Holland-Amerika Lijn, unabhängig blieben. 1912 wurde das Morgan-Abkommen mit beiderseitiger Zustimmung beendet, auch weil Morgan selbst wohl das Interesse verloren hatte.
Die HAPAG wuchs stetig weiter, Albert Ballin unterhielt die besten Beziehungen zu den führenden Kreisen des damaligen Deutschland, besonders zum Kaiser, Wilhelm II. Wann immer der Kaiser in Hamburg zu Besuch war, war er auch ein Gast von Albert Ballin. 1910 übernahm die HAPAG unter dem Vorsitz von Louis Leisler Kiep, Vater des ehemaligen CDU-Schatzmeisters Walther Leisler Kiep, die gesamte Werbung und Passagierabfertigung für die Zeppeline der Deutschen Luftschiffahrts AG (Delag); diese Zusammenarbeit bestand bis 1937. Im Jahr 1912 wurde der Schiffsarchitekt Ernst Foerster Leiter des Schiffsbauwesens. 1913 stellte die HAPAG mit dem Imperator (52.117 BRT) das größte Schiff der Welt in Dienst, voll ausgelastet bot es über 4.000 Passagieren Platz, die Mehrzahl davon allerdings im Zwischendeck (2.000). 1914 folgte mit der Vaterland das Schwesterschiff, mit 54.282 BRT, und auf den Helgen von Blohm & Voss wartete schon das nächste Superlativ, die Bismarck mit 56.551 BRT, als dritte Einheit der Imperator-Klasse. 1914, am Vorabend des Ersten Weltkrieges bestand die HAPAG-Flotte aus 175 Schiffen mit 1.038.645 BRT im aktiven Einsatz sowie aus 19 im Bau befindlichen Schiffen mit 268.766 BRT. Darunter waren die ersten Frachtschiffe von über 10.000 BRT. HAPAG unterhielt weltweit 73 Liniendienste, 400 Häfen wurden durch HAPAG-Schiffe angelaufen, und 22.500 Menschen waren bei der Gesellschaft beschäftigt.
In der Ära Ballin wurde ein neues Verwaltungsgebäude der HAPAG für 300 Angestellte an der Binnenalster gebaut, entworfen von Martin Haller und 1903 eingeweiht. Seit 1997 heißt das prachtvolle Gebäude – nach dem Vorbild italienischer Renaissance-Paläste üppig dekoriert mit Säulen, Steinstatuen und Bronzeskulpturen – offiziell Ballin-Haus (nicht zu verwechseln mit dem ehemals als Ballinhaus bezeichneten Meßberghof im Kontorhausviertel).

### Erster Weltkrieg
Als im Russisch-Japanischen Krieg ab Oktober 1904 die russische Ostseeflotte als zweites Pazifik-Geschwader um Afrika herum Richtung Japan dampfen musste, benötigte sie Unmengen an Steinkohle, nach Schätzungen täglich 3.000 t Kohle, für sieben Monate Fahrt. Großbritannien wollte nicht liefern, da es eher auf der Seite Japans stand, zudem wurden im Doggerbank-Zwischenfall englische Fischerboote von den Russen versenkt. Auch auf Frankreich und andere Kolonialmächte wurde Druck ausgeübt. Die russische Regierung schloss daher über eine private Firma einen Vertrag mit der Hamburg-Amerika-Linie, die sich verpflichtete, mit 60 Kohlenschiffen die benötigte Kohle während der Überfahrt bereitzustellen.
Mit dem Kriegsbeginn konnten die Liniendienste nicht mehr weitergeführt werden. Nur 80 Schiffe konnten in sicheren deutschen Häfen verankert werden, 95 Schiffe suchten in neutralen Häfen, vor allem in den USA oder in Südamerika, Zuflucht und wurden dort interniert oder aufgelegt. Die Gesellschaft suchte auch während des Krieges ein Auskommen, vor allem für die Hauptgeschäftsstelle in Hamburg mit ihren vielen Angestellten. Gebäude der HAPAG wurden zu Lazaretten und Krankenhäusern umgewandelt oder dem Deutschen Roten Kreuz zur Verfügung gestellt. Für die Werkstätten suchte und erhielt man Armeeaufträge. So wurden z. B. Eisenbahnwaggons in Lazarettzüge umgebaut. Auch die in den deutschen Häfen aufgelegten Schiffe mussten gewartet und instand gehalten werden.
1917 traten die USA in den Krieg ein und viele andere Staaten schlossen sich an. Damit wurde ein Großteil der in jenen Staaten aufgelegten Schiffe beschlagnahmt. Allein in den USA waren es 35 Einheiten, darunter die Vaterland. Somit war mehr als die Hälfte der Reedereiflotte verloren. Hinzu kam der sich für Deutschland verschlechternde Kriegsverlauf, über dessen Ausgang 1918 keine Illusionen mehr bestanden. Albert Ballin, der sein gesamtes Lebenswerk zusammenbrechen sah und an keine Besserung mehr glauben mochte, nahm sich am 9. November 1918, gesundheitlich ohnehin schon schwer angeschlagen, durch Einnahme einer Überdosis starker Tabletten selbst das Leben, für die HAPAG ein weiterer schwerer Verlust neben dem der Schiffsflotte. Sein Nachfolger wurde am 20. Dezember 1918 der aus dem thüringischen Suhl stammende Geheimrat Wilhelm Cuno, der von Ballin persönlich zur Packetfahrt geholt worden und als dessen designierter Nachfolger bestimmt war. Aufgrund der Bestimmungen des Versailler Vertrages musste die HAPAG alle noch verbliebenen Schiffe über 1.600 BRT an die Entente-Mächte ausliefern.

### Neuaufbau
Der Wiederaufbau der HAPAG nach dem Krieg ist eng mit dem Namen von Wilhelm Cuno verbunden. 1919 wurden der Seebäder-Dienst sowie die Dienste nach Kuba, Mexiko, die Levante und Afrika mit gecharterten Schiffen und zwei kleinen Neubauten wieder eröffnet. 1920 wurde die Deutsche Levante Linie (DLL) mit der HAPAG fusioniert und als Tochterunternehmen weitergeführt. Am 27. Februar 1921 verabschiedete der Reichstag das Reedereiabfindungsgesetz, wodurch die Finanzierung von Neubauten und Rückkäufen ehemaliger Tonnage gesichert wurde. Cuno war peinlichst darauf bedacht, dass die staatliche Hilfe für den Wiederaufbau, nicht aber für die Erlangung staatlicher Kontrolle über die Reederei, genutzt wurde. Auf internationaler Ebene schloss die HAPAG Abkommen mit mehreren ausländischen Reedereien wie der Kerr-Gruppe, der Blue Funnel Line oder der Ellerman Lines und übernahm die Abfertigung der Schiffe dieser Linien in deutschen Häfen. 1920 schloss die HAPAG einen Vertrag mit der US-amerikanischen Harriman-Gruppe. Das wichtige daran war, dass die Deutschen erstmals nach dem Krieg wieder gleichberechtigte Partner waren. Beide Partner blieben finanziell vollständig unabhängig und verpflichteten sich zu einer Zusammenarbeit auf allen Linien, außer nach Ostasien. 1921 wurde der Transatlantik-Dienst wieder aufgenommen in Kooperation mit der United American Lines (UAL), einem Teil des Harriman-Konzerns. 1921 und 1922 nahm die HAPAG nach und nach alle alten Liniendienste wieder auf, sobald geeignete Tonnage vorhanden war.

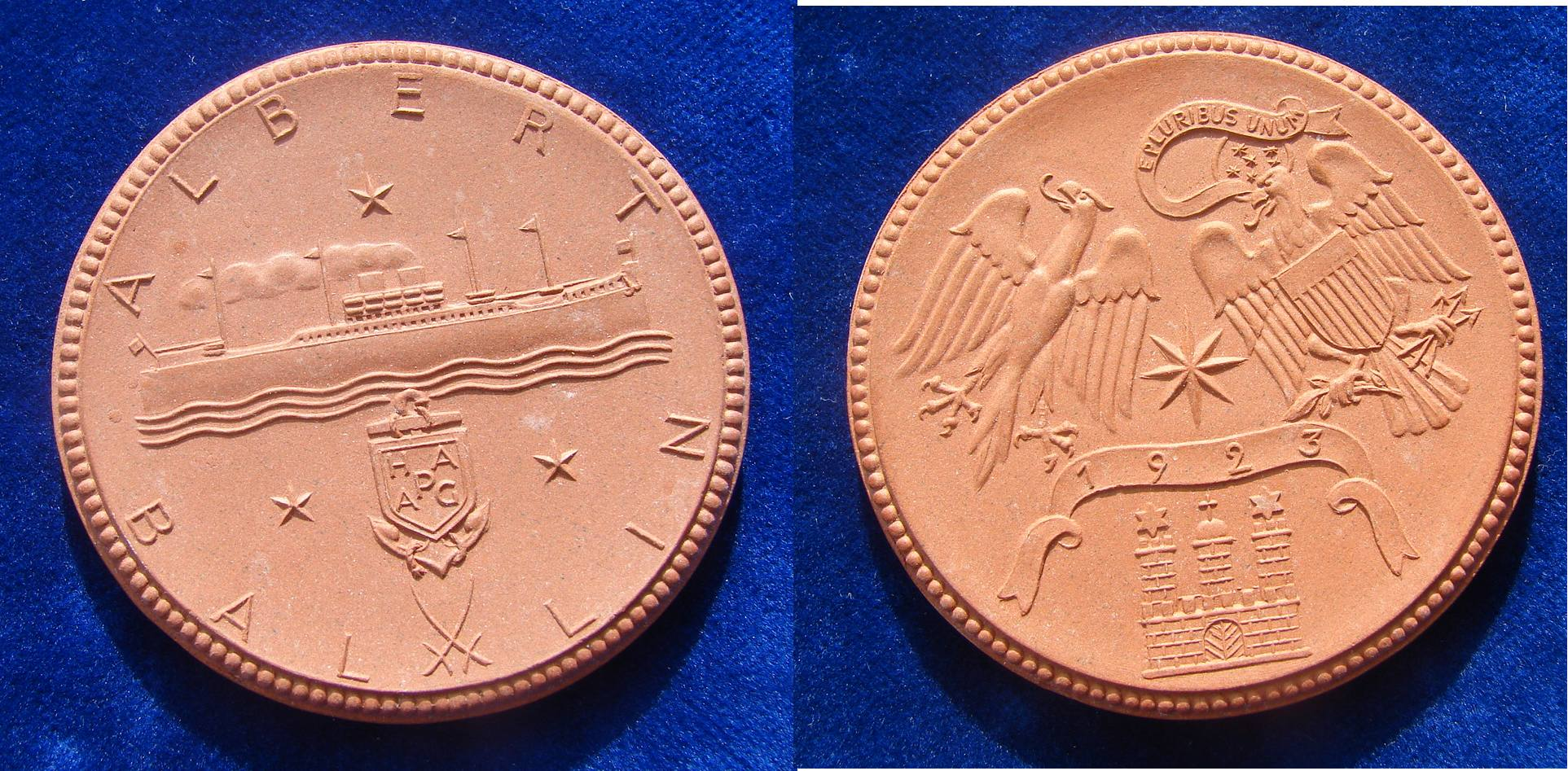
Medaille der Meissner Porzellanmanufaktur zur Erinnerung an die Jungfernfahrt der SS Albert Ballin von Hamburg nach New York über Southampton von 1923

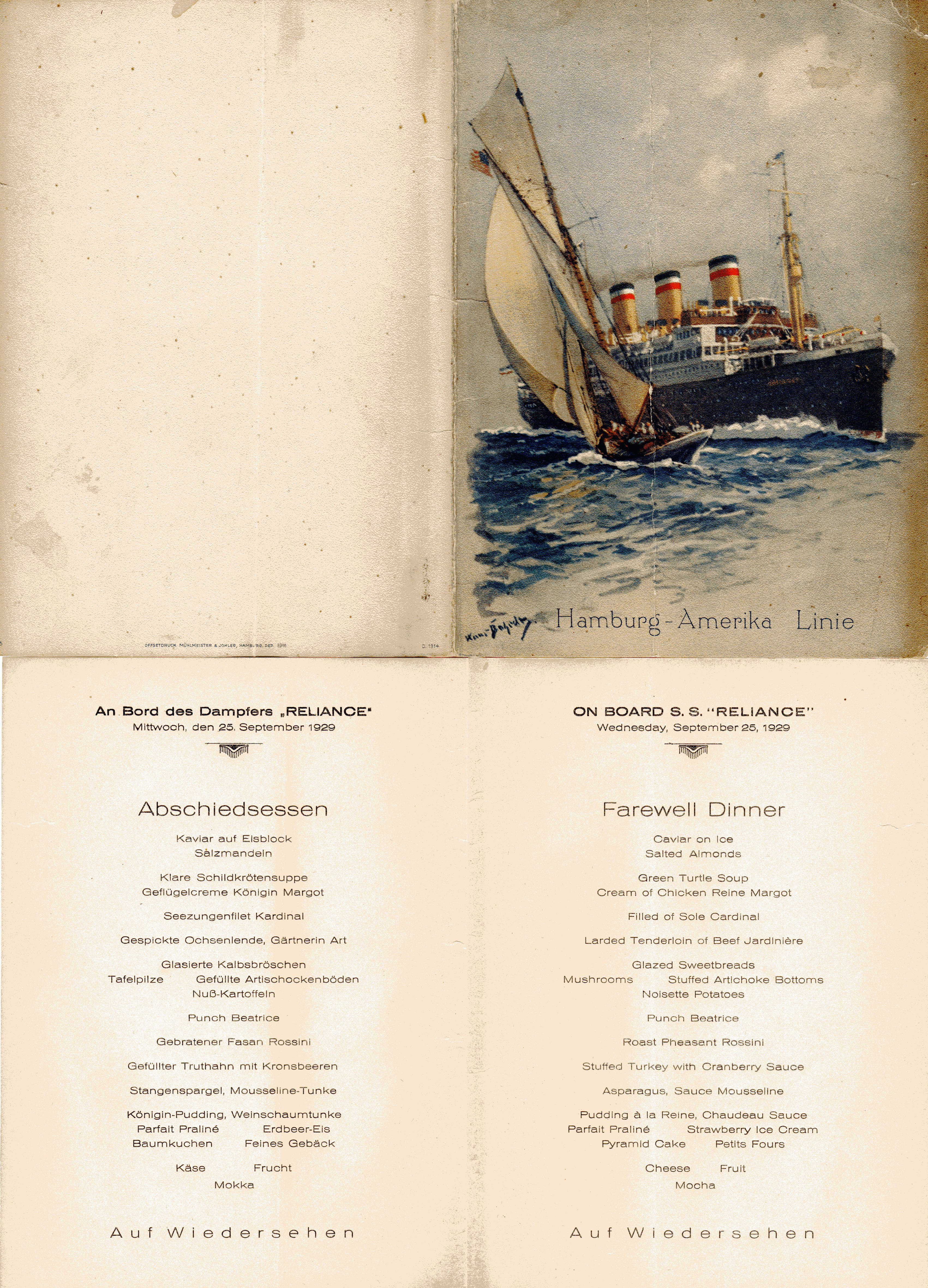
Speisekarte des Abschiedsessens an Bord des Dampfers Reliance am 25. September 1929

Auch auf anderen Gebieten außerhalb der Seefahrt entwickelte die HAPAG verstärkt Aktivitäten. Über die Deutsche Luftreederei und die 1921 gegründeten Aero Union AG beteiligte sich die HAPAG am Luftverkehr mit Flugzeugen, dazu bestanden ja noch die Aktivitäten bei den Zeppelinen über die Delag. 1923 legten HAPAG und Norddeutscher Lloyd ihre Luftfahrtinteressen im Deutschen Aero Lloyd zusammen, über den sie 1926 die Deutsche Lufthansa mitbegründeten.
1923 war der Wiederaufbau nahezu abgeschlossen, die Flotte der HAPAG umfasste 78 Seeschiffe mit 388.827 BRT. In diesem Jahr brachte man auch die beiden großen Passagierliner Albert Ballin und Deutschland mit je 21.455 BRT in den Nordatlantik-Dienst ein. Bis 1927 folgten noch die zwei baugleichen Schiffe der Ballin-Klasse, Hamburg und New York. Diese vier Schiffe waren die ersten echten Liner der HAPAG nach dem Krieg.
1926 übertrug Harriman seine United American Line an die HAPAG, womit diese drei ihrer ehemaligen Schiffe zurückerhielt – Resolute, Reliance und Cleveland. Die UAL wurde aufgelöst, Harriman blieb finanziell weiter beteiligt. Die HAPAG hatte aber die alleinige Kontrolle wieder zurückerlangt. Ebenfalls 1926 bekam die HAPAG im eigenen Land Probleme: durch die Übernahme der Stinnes-Linien war die Deutsch-Austral-Kosmos-Gruppe nun in fast allen Fahrtgebieten in direkte Konkurrenz geraten, und das auch noch vom selben Ausgangshafen. Die HAPAG bekam die Aktien der Deutsch-Austral und der DDG Kosmos angeboten und musste zugreifen, schon um einen ruinösen Konkurrenzkampf oder eine Übernahme der Deutsch-Austral-Kosmos durch eine ausländische Reederei zu verhindern. Am 24. November 1926 wurde die Fusion vollzogen, die HAPAG-Flotte erhielt einen Zuwachs von 37 Seeschiffen mit 210.000 BRT, und die Stinnes-Flotte fügte weitere 23 Seeschiffe mit 140.000 BRT dazu. In das Routennetz konnten nun Australien, Niederländisch-Indien (Indonesien) und Südafrika neu eingefügt werden. Bis zum Beginn der Weltwirtschaftskrise im Jahr 1929 war die HAPAG-Flotte wieder auf eine Tonnage von 1.114.826 BRT und auf deutlich über hundert Seeschiffe angewachsen. Von der Deutsch-Austral-Kosmos übernahm die HAPAG auch die schwarz-weiß-rote Kappe über dem ockerfarbenen Schornstein.

### Weltwirtschaftskrise und der Union-Vertrag

Aktie über 100 RM der Hamburg-Amerikanische Packetfahrt-AG vom Juli 1932

1929 nahm die HAPAG die beiden 16.000-Tonner St. Louis und Milwaukee in den Transatlantik-Dienst auf, beide wurden von Dieselmotoren angetrieben. Mit der Weltwirtschaftskrise hatte die Reederei bald mit extrem sinkenden Transportraten zu kämpfen, und zwar sowohl in der Passagierschifffahrt als auch in der Frachtsparte. Außerdem lebte auch noch die Konkurrenz zum Norddeutschen Lloyd wieder auf. HAPAG wie Lloyd waren aber bestrebt, einen harten Konkurrenzkampf zu verhindern, und dies war nur durch eine Zusammenarbeit möglich. Anfangs versuchten beide noch, einen größeren Vorteil herauszuschlagen, während die Krise immer heftiger um sich griff. Am Ende musste Prestigedenken der Wirtschaftlichkeit weichen, nicht zuletzt hatten auch die an den Reedereien beteiligten Banken ihre Finger mit im Spiel. Am 22. März 1930 wurde der Union-Vertrag zwischen Hapag und Lloyd zur gegenseitigen Unterstützung und Förderung nach einheitlichen Gesichtspunkten und unter einheitlichem Zusammenwirken unter Verzicht auf jedweden Vorrang abgeschlossen. Der Vertrag enthielt zwar Bestimmungen über gemeinsame und einheitliche Richtlinien in Schiffsbetrieb, Organisation des Passagiertransportes u. v. m., beide Gesellschaften waren dennoch für den Unterhalt ihrer jeweiligen Flotten weiterhin selbst verantwortlich.
Die Krise dauerte weiter an, ein Großteil der Flotte wurde aufgelegt und vorzeitig zur Verschrottung freigegeben. 1931 bestellte die HAPAG die beiden Schwesterschiffe Caribia und Cordillera von je 12.000 BRT. Die Reichsregierung beteiligte sich finanziell am Bau als eine Art Arbeitsbeschaffungsmaßnahme für die Werft. 1933 kamen beide Schiffe in Dienst und kamen im Mittelamerika-Dienst zum Einsatz, wo sie sehr beliebt wurden. 1932 gab die deutsche Regierung hohe Subventionen in den Bereich der Schifffahrt in Form von Abwrackprämien. Die HAPAG erhielt für 100.000 BRT abgewrackten Schiffsraum 300.000 Reichsmark; zum ersten Mal in ihrer Geschichte wurde die Reederei subventioniert. 1934 war die Talsohle erreicht, und es ging langsam bergauf. Dennoch musste das Unternehmen saniert werden und dafür wurde Geld benötigt. Das Grundkapital der HAPAG wurde daher durch Ausgabe neuer Aktien erhöht. Diese wurden mehrheitlich durch die Reichsregierung aufgekauft, die damit die Aktienmehrheit hatte. Nun hatte die Gesellschaft ihre Unabhängigkeit verloren. Wilhelm Cuno blieb diese Entwicklung erspart, er war 1933 an einem Herzschlag gestorben. Ihm folgte Marius Bögner ins Amt, kurz darauf Max Oboussier und 1935 schließlich der Jurist Walter Hoffmann. Bei diesen Postenrevirements dürfte deren NSDAP-Mitgliedschaft eine nicht unwesentliche Rolle gespielt haben.
Im Jahre 1935 beteiligte sich die HAPAG mit der Tannenberg am Seedienst Ostpreußen, der von der Reichsregierung getragen wurde, um den polnischen Korridor umfahren zu können.
Staat und NS-Funktionseliten mischten sich – ungeachtet der Schuldenübernahme, einer massiven Finanzierung ihrer Geschäftsverluste sowie Subventionierung ihrer Betriebskosten – nicht in die inneren Angelegenheiten der HAPAG ein, gaben aber die allgemeine Richtung vor, die zu verfolgen war. 1936 mussten die Afrika- und Südamerika-Dienste an die Deutsche Afrika Linien (DAL) bzw. an die Hamburg Süd abgegeben werden. Dahinter steckte die Absicht des Reichsverkehrsministeriums, den Verdrängungswettbewerb der beiden auf Prestige bedachten hanseatischen Großreedereien HAPAG und NDL nicht länger aus dem Staatshaushalt zu finanzieren. Die HAPAG sah sich dazu veranlasst, ihr „nichtarisches“ Personal zu entlassen. Auch verleugnete die Geschäftsführung nun den Mann, der das Unternehmen einstmals groß gemacht hatte: Albert Ballin. Dieser war Jude und musste entsprechend der Ideologie des NS-Regimes aus der Firmengeschichte getilgt werden. Das Schiff, das seinen Namen trug, wurde in Hansa (II) umbenannt.
Der Transatlantikdienst wurde zusammen mit dem Lloyd unter der Bezeichnung Nordatlantikdienst GmbH (Norda) betrieben, und das Reich kam für die Verluste auf. Am Vorabend des Zweiten Weltkrieges kämpfte die Reederei verstärkt mit weltweiten wirtschaftlichen Boykottmaßnahmen gegen das nationalsozialistische Deutschland. Dabei war das Unternehmen kein Hort des Widerstands gegen das Regime. Bereits seit 1929/30 hatte die Geschäftsführung die zu dieser Zeit in Hamburg noch relativ unbedeutende lokale NSDAP unterstützt. 1939 nahm die HAPAG mit der Patria (16.595 BRT) ihren letzten Passagierschiff-Neubau vor dem Krieg in Dienst und gab bei Blohm & Voss ihren letzten Passagierschiff-Neubau überhaupt in Auftrag, die mit 41.000 BRT vermessene zweite Vaterland. Bei Kriegsbeginn verfügte die HAPAG über 108 Seeschiffe mit 739.608 BRT und hatte 14.000 Beschäftigte.

### Zweiter Weltkrieg
Bei Kriegsausbruch wiederholte sich das Szenario wie 25 Jahre vorher: viele der Schiffe konnten keinen deutschen Hafen mehr erreichen. Ein Teil wurde in neutralen Häfen interniert, in die Kriegsmarine übernommen oder ging durch Selbstversenkung verloren. Die internierten Schiffe wurden mit dem Kriegseintritt der jeweiligen Staaten durch jene beschlagnahmt. Kaum zwanzig Schiffe mit knapp 100.000 BRT überstanden den Krieg in einem einsatzbereiten Zustand, und 89 Einheiten waren durch Kriegsereignisse verloren gegangen. 1941 verkaufte das Deutsche Reich seine HAPAG-Aktien an hanseatische Kaufleute, womit das Unternehmen reprivatisiert wurde. Den „letzten großen Auftritt“ in diesem Krieg hatten HAPAG-Schiffe während der Evakuierung von Zivilisten und Soldaten 1944/45 aus den Ostgebieten über die Ostsee, und die Patria war 1945 zeitweise der Aufenthaltsort der verhafteten letzten deutschen Reichsregierung unter Großadmiral Karl Dönitz in Flensburg-Mürwik. Bei Kriegsende bestand die HAPAG praktisch nur noch auf dem Papier, und die noch vorhandene Tonnage musste an die Alliierten ausgeliefert werden.

### Wiederaufbau

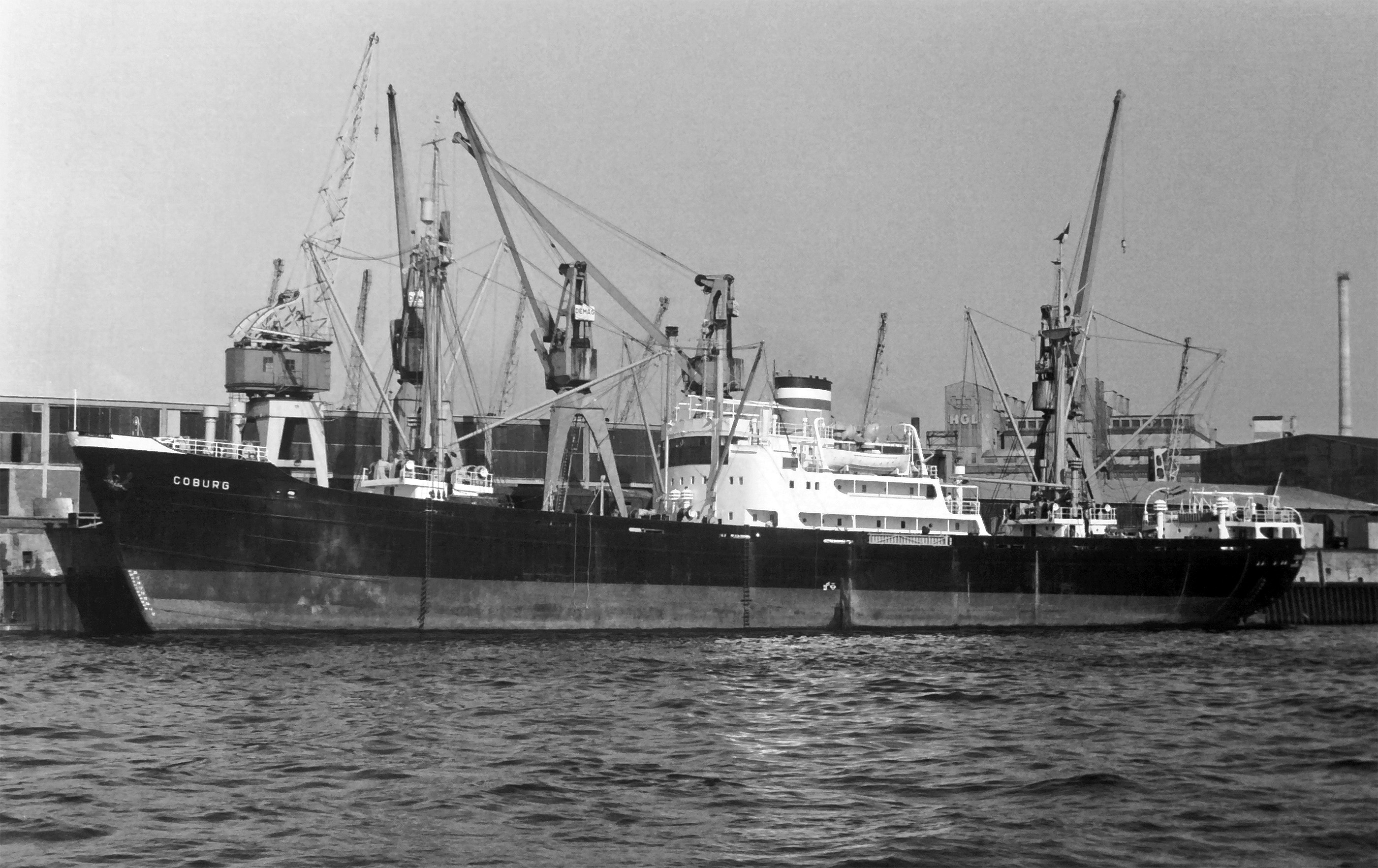
Die 1950 erbaute Hamburg wurde 1953 in Coburg umbenannt

Der Wiederaufbau erfolgte langsam und in kleinen Schritten. 1947 wurden die ersten Dienste mit gecharterter Tonnage aufgenommen und 1948 kaufte die HAPAG ihr erstes Schiff nach dem Krieg, den 40 Jahre alten Seebäder-Dampfer Vorwärts. Mit Lockerung der Tonnagebeschränkungen durch die Alliierten konnten mit der Zeit größere Schiffe eingesetzt werden. Der Wiederaufstieg der Reederei ist eng mit der Person von Werner Traber, dem langjährigen Vorstandsvorsitzenden der HAPAG, verbunden, wie auch mit der Erstarkung der deutschen Wirtschaft insgesamt. 1950 nahm die HAPAG wieder ihre erste eigene Tonnage in Dienst, die Hamburg mit 2.826 BRT und die Sachsenwald (ex Somerville). Die letzten Beschränkungen der Alliierten (Potsdamer Abkommen) fielen 1951.
Die HAPAG versuchte die früheren Liniendienste wieder aufzunehmen. Da dies aus eigener Kraft nicht zu schaffen war, wurde die schon vor dem Krieg praktizierte Partnerschaft mit dem in Bremen beheimateten Norddeutschen Lloyd erneuert. Zuerst wurde der Mittelamerika-Dienst aufgenommen, 1953 folgten der Nordatlantik-Dienst, Südamerika und Ostasien, 1954 dann Indonesien mit den besonders für diesen Dienst gebauten Schiffen der Braunschweig-Klasse (darunter Darmstadt, Dortmund, Düsseldorf, Essen und Hoechst). Ostasien (Japan, Hongkong und Taiwan, via Colombo und Singapur) war das erste Wieder-Engagement der Reederei nach dem Krieg im Passagierdienst mit den für Fracht und Passagiere geeigneten Kombischiffen der Hamburg-Klasse. Dieser gemischte Dienst rentierte sich jedoch nur mäßig, da Reisende inzwischen das Flugzeug vorzogen.

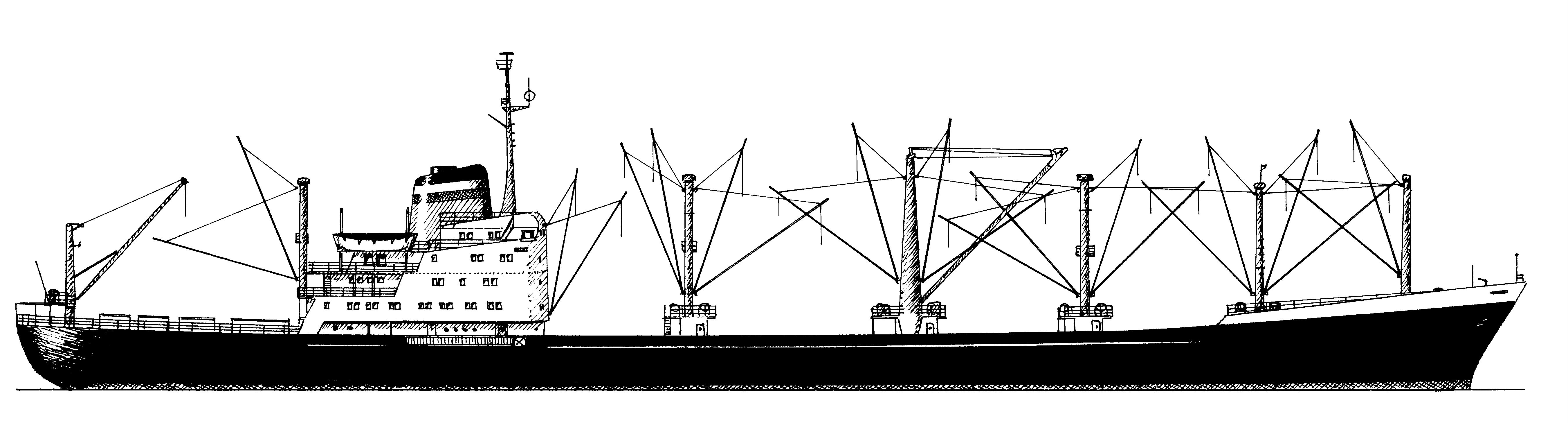
Die Westfalia – Namensgeber für ihre Schiffsklasse

1957 kaufte die HAPAG vom schwedischen Svenska Lloyd die 7.700 BRT große Patricia und stellte sie als Ariadne in Dienst. Für Kreuzfahrten geplant, blieb das Ergebnis jedoch hinter den Erwartungen zurück und bereits 1960 wurde das Schiff wieder verkauft. Danach stellte die Reederei keine weiteren Passagierschiffe mehr in Dienst, sondern konzentrierte sich auf die Frachtschifffahrt. Ab 1965 stellte man mit der Westfalia-Klasse eine Siebener-Serie von 10.000-Tonnen-Frachtern in Dienst, die anfangs den Fernost-Dienst, später (mit fünf Einheiten) Indonesien bedienten. Inzwischen zählte die HAPAG wieder zu den bedeutendsten Reedereien der Welt.

### Container und Fusion
In der Seeschifffahrt waren bereits zu Beginn der 1960er Jahre große anstehende Veränderungen zu erkennen – der Container. Für die Umstellung waren hohe Investitionen notwendig, und es wurde eine weitere Vertiefung der Zusammenarbeit mit dem Norddeutschen Lloyd vereinbart. 1965 wurde die Hapag-Lloyd-Containerlinie mit Sitz in Hamburg unter Zusammenlegung beider Nordatlantikdienste begründet. Beide Partner gaben je zwei 14.000 BRT große Containerschiffe der Elbe-Express-Klasse mit je 750 Stellplätzen in Auftrag und stellten sie 1968 bzw. 1969 in den vorgesehenen Dienst ein. 1969 bestellten beiden Partner jeweils ein 15.000 BRT Containerschiff für den Australien-Dienst, gefolgt von jeweils zwei Schiffen von 55.000 BRT mit 3.000 Stellplätzen für den Ostasien-Dienst. Das Investitionsvolumen beider Partner erreichte Millionenbeträge. 1967 wurde die HAPAG von einem Unglück besonderer Art getroffen: Die Münsterland befand sich bei Ausbruch des Sechstagekrieges zwischen Israel und Ägypten zusammen mit 13 weiteren Schiffen im Großen Bittersee, einem Teil des Suezkanals, eingeschlossen. Erst 1975 kam das Schiff wieder frei und erreichte Hamburg.
Es war abzusehen, dass weitere Containerschiffe in Auftrag gegeben werden mussten, da die Containerisierung der Seefahrt eine rasante Entwicklung nahm. Unter dem Eindruck dieser Entwicklung fusionierten am 1. September 1970 die HAPAG und der Norddeutsche Lloyd zur Hapag-Lloyd AG. Nach 123-jährigem, erfolgreichen Bestehen hörte die HAPAG auf zu existieren.

## Kommodore (Auswahl)
- Hans Ruser: ab 1913
- Thomas Kier: vom 17. November 1913 bis 1918/19 und von 1921 bis 1927 (†)
- unbesetzt: von 1927 bis 1933
- Paul Wiehr: ab Januar 1933
- Friedrich Kruse: ab Juli 1933

## Seeschiffe der HAPAG 1848–1970
- Siehe Liste der HAPAG-Seeschiffe 1848–1970

## Die Deutsche Levante-Zeitung
Die Deutsche Levante-Zeitung war während des Ersten Weltkriegs zeitweiliges Organ unter anderem der Hamburg-Amerika-Linie.